# Philippe Tome
Philippe Vandevelde, conocido artísticamente como Philippe Tome (Bruselas, 24 de febrero de 1957-5 de octubre de 2019), fue un guionista de historietas belga, creador, entre otras muchas series, de Le Petit Spirou, junto con Janry, y de SODA junto con Luc Warnant y Bruno Gazzotti.

## Biografía

### Inicios
A la edad de ocho años y como consecuencia de una delicada operación a la vista, quedó ciego por algunas semanas, oportunidad en la que tomó un primer contacto con las historietas, ya que le leyeron Le Poignard Magique (las Aventuras de Corentin Feldoë de Paul Cuvelier) y Le Sceptre d'Ottokar (las Aventuras de Tintin de  Hergé). Una vez recobrada la vista, prosiguió su afición por las historietas en los años siguientes.
Cuando tenía alrededor de veinte años, y luego de un rápido paso por la ULB (Université Libre de Bruxelles) donde simultáneamente se inscribió en la "Facultad de filosofía y letras" (sección periodismo) y en la École Nationale Supérieure des Arts Visuels de la Cambre (sección dibujo animado, y luego comunicación gráfica), Tome desarrolló una carrera profesional de autor de historietas, primero como colaborador de Dupa (Luc Dupanloup) y un poco más tarde como colaborador de Philippe Turk y Robert DeGroot. 
Luego de su encuentro con el dibujante Janry, con el que forjaría una amistad inquebrantable, se decidió a especializarse como guionista. Principalmente formado en las técnicas del guion cinematográfico, a partir de entonces consagró la casi totalidad de sus actividades a la escritura de guiones de lo que en francés se conoce como BD - bande dessinée (historietas).

### El salto a Spirou y Fantasio
En 1981 pasó de Éditions du Lombard a Éditions Dupuis, donde se integró al magacín Spirou, dirigido en esa época por Alain Dekuyssche, encargándose de una serie de tareas (ilustraciones, colaboraciones diversas) antes de que le propusieran escribir los guiones para la serie Spirou et Fantasio, entonces dejada en orfandad por Jean-Claude Fournier. Aceptó la propuesta con la condición de que los dibujos fueran realizados por su amigo Janry, y ambos se dedicarían a ella entre 1982 y 1998.
Ya las primeras creaciones publicadas por el dúo obtuvieron un rápido éxito entre los lectores de la revista, quienes reconocieron en este recambio una vuelta al tono y al estilo de André Franquin, principal responsable de la popularidad de la serie a partir de los años 1960.
Para el dibujante Luc Warnant y luego, con su sucesor Bruno Gazzotti, creó en un modo semi-realista SODA (Dupuis, 1984), donde SO-DA (SOlomon DAvid) era un falso pastor bautista que escondía un lugarteniente de policía neoyorquino, para evitar alterar a su madre cardíaca. Solomon utilizaba el ascensor para cambiarse mientras subía al piso 23, donde se halla el apartamento que ocupa con su madre.

### Éxito de El pequeño Spirou
En 1987, y siempre con las Éditions Dupuis, imaginó y creó Le Petit Spirou, para tratar la infancia turbulenta del héroe adulto. Corresponde destacar que Philippe Tome concibió gráficamente varios personajes-faro de esa nueva serie, como monsieur Mégot y el abate Langélusse. Esta serie original y fantasiosa, pionera de una nueva línea de BD infantil, se destacó especialmente por su tono alegremente provocador y por la sensibilidad de las temáticas abordadas, en cierta medida contraponiéndose al estilo más clásico de la serie "Spirou y Fantasio". Rápidamente Le Petit Spirou tuvo un rotundo éxito que incluso sobrepasó a la serie original, tanto por la calidad del material en sí mismo, como por el nuevo impulso dado a esta serie por el nuevo redactor en jefe del magacín, futuro director editorial y hoy día ya desaparecido, Philippe Vandooren.
Con Christian Darasse, Tome incursiona por un momento en el universo burlesco de los diseñadores de BD, con la serie Le Gang Mazda (Dupuis 1991), y luego en las aguas turquesas de una laguna poblada de naturistas: Les Minoukini (Glénat 1998). 
A una producción generalmente desarrollada bajo el signo del humor, también hay que agregar el título Sur la Route de Selma (dibujos de Philippe Berthet 1991) publicado en la colección Aire libre, donde se evoca la cuestión racial en Estados Unidos. También procede citar, esta vez en Dargaud, la trilogía neoyorkina, muy negra y muy brutal, Berceuse Assassine (dibujos de Ralph Meyer) estructurada con el modelo del film "Rashomon" (Akira Kurosawa). Estas dos obras, constantemente reeditadas y elogiadas tanto por los profesionales como por el público, confirman la capacidad del autor para expresarse en registros disímiles.
Siempre para Dargaud y después de abril de 2005, y como consecuencia de sus reflexiones personales sobre las historietas, inauguró en la citada editorial la colección "Cosmo", especie de « cruzamiento de tres grandes culturas de la BD » (historieta franco-belga, manga, y cómics), y lo hizo con dos nuevas series : "Feux" (con Marc Hardy en los dibujos), y "Rages" (con Dan Verlinden).

## Obras publicadas
Philippe Tome es el guionista de los siguientes álbumes y series :
- Spirou et Fantasio, con Janry (dibujo), Dupuis, 14 volúmenes, 1984-1998.
- Soda, con Luc Warnant y luego con Bruno Gazzotti (dibujo), Dupuis, 12 volúmenes, 1987-2005.
- Le Petit Spirou, con Janry (dibujo), Dupuis, 15 volúmenes, 1990-2010.
- Sur la route de Selma, con Philippe Berthet (dibujo y coloración), Dupuis, colección « Aire Libre », 1990.
- Le Gang Mazda, con Christian Darasse (dibujo), Dupuis :

3. Le Gang Mazda pouponne, 1992.
4. Le Gang Mazda roucoule, 1993.
5. Le Gang Mazda cartonne, 1993.
6. Le Gang Mazda accélère, 1995.
7. Le Gang Mazda s'enflamme, 1996.
- Les Minoukini, con Christian Darasse (dibujo), Glénat :

1. Attention, plages libres !, 1997.
2. Soleil cómplice, 1998.

- Berceuse assassine, con Ralph Meyer (dibujo), Dargaud :

1. Le Cœur de Telenko, 1997.
2. Les Jambes de Martha, 1998.
3. La Mémoire de Dillon, 2002.

- Feux, con Marc Hardy (dibujo), Dargaud, colección « Cosmo » :

1. Fille des reptiles, 2005.

## Premios
Entre otras distinciones y junto al diseñador de historietas Janry, obtuvo tres premios Alph'Art en el Festival international de la bande dessinée d'Angoulême en las categorías « Jeunesse » y « Humour », por las series Spirou et Fantasio y Le Petit Spirou.

## Adaptaciones
Dejando de lado a Spirou et Fantasio ya adaptada para la cadena TF1, señalemos que Le Petit Spirou fue llevada a la pequeña pantalla en el año 2012 (RTBF/M6). Y una opción para la adaptación de SO-DA fue adquirida en el año 2008 y dirigida en el año 2012 por el realizador francés Nicolas Bary ; este proyecto actualmente sigue su curso.